# 拉姆賽·安赫拉

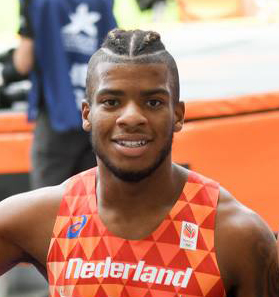
安赫拉, 2019

拉姆賽·安赫拉（荷蘭語：Ramsey Angela，1999年11月6日—），荷蘭田徑運動員，他代表荷蘭隊參加了日本舉行的2020年夏季奧林匹克運動會，並且在男子4×400米接力比賽上獲得銀牌。